# Eupithecia gelbrechti
Eupithecia gelbrechti es una especie de polilla de la familia Geometridae. La especie fue descrita por primera vez por Vladimir Mironov habiendo sido descrita en 2013, con distribución en Karaman, Turquía.